# Soluție (chimie)

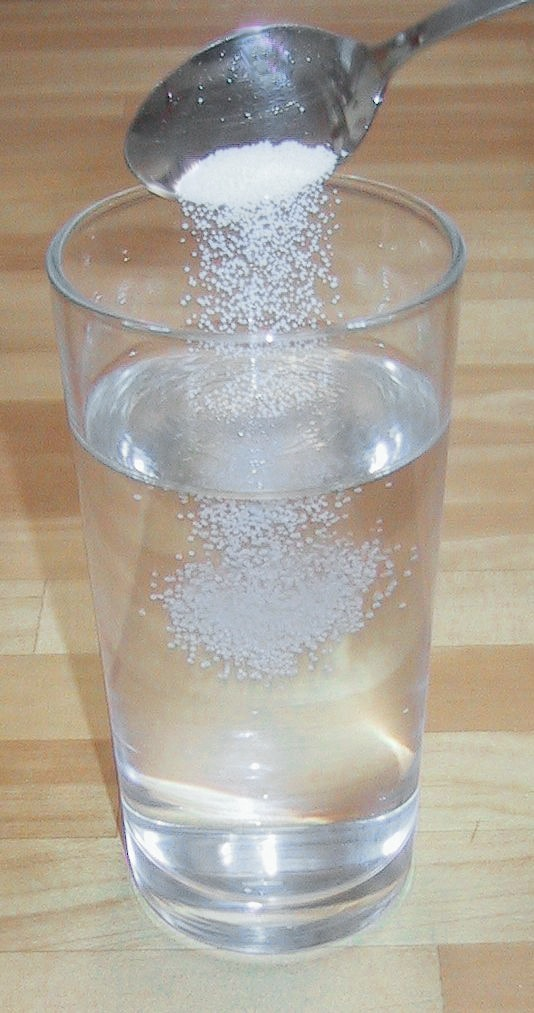
Soluție de apă salină (saramură) obținută prin dizolvarea sării de masă (NaCl) în apă. Sarea este solvatul, iar apa este solventul.

O soluție este un amestec omogen format din doi sau mai mulți componenți. Soluțiile pot fi saturate sau nesaturate (după cantitatea de substanță dizolvată). Orice soluție conține un solvent (substanța în care se dizolvă) și un solut (substanța care se dizolvă). În cele mai multe cazuri, solventul este apa (soluție apoasă).
Soluția este un amestec monofazic constituit din două sau mai multe substanțe dispersate la scară moleculară.

## Omogenitatea
Omogenitatea este reprezentată de faptul că alcătuirea amestecului constituie un aspect unitar. Proprietățile amestecului (concentrația, temperatura, densitatea etc) pot fi distribuite uniform în întregul volum doar în absența fenomenului de difuzie sau în urma încheierii acestuia. În genere, substanța prezentă în cantitatea majoritară este considerată solvent. Solvenții pot fi sub o formă gazoasă, lichidă sau solidă. Unul sau mai multe elemente prezente în soluție, dar care nu coincid cu solventul se numesc solvați. Este obligatoriu ca soluția să aibă aceeași stare de agregare.

## Tipuri de soluții

### Gaz
- Gaz în gaz:
  - aerul (solvat: oxigen și alte gaze; solvent: azot)
- Solid în gaz:
  - praful atmosferic dizolvat în aer
- Lichid în gaz:
  - vapori de apă în aer

### Lichid
Dacă solventul este un lichid, atunci atât gazele, cât și lichide sau solide pot fi dizolvate. Exemple sunt:
- Gaz în lichid:
  - Oxigen în apă
  - Dioxidul de carbon în apă (sifon)
- Lichid în lichid:
  - Etanolul (alcool etilic) în apă
  - Băuturile alcoolice sunt în genere soluții de etanol în apă
- Solid în lichid:
  - Zaharoză (zahăr) în apă
  - Clorura de sodiu sau orice altă sare formează în apă un electrolit: în timpul dizolvării, sarea se disociază în ioni.

Contraexemple: amestecuri lichide ce nu sunt omogene precum: coloizi, suspensii (o dispersie de particule relativ mari într-un lichid) și emulsii (suspensia unor particule lichide într-un alt lichid care nu se amestecă).

### Solid
În caz că solventul este un solid, atunci atât gazele, cât și lichidele sau solidele pot fi dizolvate.
- Gaz în solid:
  - Hidrogenul se dizolvă în genere în metale (exemplu: platină).
- Lichid în solid:
  - Mercurul se dizolvă în aur, formând un amalgam.
  - Hexanul în parafină.
- Solid în solid:
  - Oțelul, o soluție de atomi de carbon într-o matrice cristalină de atomi de fier.
  - Alpaca, un aliaj alcătuit din zinc (15 %-30 %), nichel (10 %-30 %) și cupru (50 %-60 %).

## Solubilitate
Solubilitatea reprezintă proprietatea unei substanțe de a se dizolva într-o altă substanță. Din punct de vedere cantitativ, aceasta este egală cu cantitatea de substanță ce se dizolvă la o anumită temperatură în 100 g solvent(apă).
Solubilitatea poate fi influențată de:
- Temperatură - cu cât crește temperatura cu atât crește solubilitatea (excepție făcând gazele)
- Gradul de agitare al soluției
- Mărimea granulelor substanței dizolvate
- Presiunea gazelor - cu cât presiunea este mai mare cu atât solubilitatea este mai mare

## Concentrațiile soluțiilor
Concentrația procentuală masică indică masa de substanță dizolvată din 100g soluție.
{\displaystyle c_{p}\ {\stackrel {\mathrm {def} }{=}}\ {\frac {m_{d}}{m_{s}}}\cdot 100}
Concentrația molară indică cantitatea de substanță(numărul de moli) dizolvată dintr-un litru de soluție.
{\displaystyle \ C_{i}={\frac {m_{i}}{V}}}

## Legături externe
- „soluție” la DEX online